# Гигиена питания
Гигиена питания — отрасль гигиены, изучающая проблемы полноценной пищи и рационального питания здорового человека.
Фундаментальная теоретическая часть гигиены питания представляет собой изучение физиологических и биохимических процессов переваривания, усвоения пищи и обмена веществ.
В прикладном плане гигиена питания решает следующие задачи:
1. Определение норм физиологических потребностей в пищевых веществах и энергии.
2. Разработка требований к качеству пищевой продукции и разработка рекомендаций по употреблению различных групп пищевых продуктов в зависимости от возрастных, социальных, географических и экологических факторов.
3. Разработка рекомендаций по режиму питания.
4. Разработка мероприятий по санитарно-эпидемиологической (гигиенической) экспертизе качества и безопасности пищевых продуктов, упаковки, технологического оборудования и инструментов, используемых при производстве пищевых продуктов и т. п., контактирующего с пищевой продукцией.
5. Разработка мероприятий по контролю соответствия пищевых объектов на этапе их строительства и во время эксплуатации[2].
6. Следить за правильным выбором продуктов

## Основные понятия гигиены питания
1. Питание — процесс поступления, переваривания, всасывания и усвоения в организме веществ, необходимых для покрытия его энергетических трат, построения и обновления тканей и регуляции функций организма[3].
2. Питание полноценное — питание, характеризующееся наличием в пище в достаточном количестве всех необходимых для нормальной жизнедеятельности компонентов[3].
3. Питание сбалансированное — полноценное питание, характеризующееся оптимальными (то есть соответствующими физиологическим потребностям организма) количеством и соотношением всех компонентов пищи[3].
4. Питание рациональное — сбалансированное питание при оптимальном режиме приёма пищи[3].
5. Питание лечебно-профилактическое — рацион питания, специально подобранный для предупреждения нарушений в организме, обусловленных воздействием вредных производственных факторов[3].
6. Диетотерапия (синоним — питание лечебное) — метод лечения, заключающийся в применении определённой диеты[3], то есть  стола лечебного питания  (общее название разработанных в СССР стандартных диет, обозначаемых номерами от 1 до 15; энергетическая ценность, химический состав и физические свойства каждого стола лечебного питания подобраны так, чтобы обеспечивать лечебное воздействие при определённой группе болезней)[3].
7. Режим питания (пищевой режим) — количественная и качественная характеристика питания, включающая кратность, время приёма пищи и распределение её по калорийности и химическому составу, а также поведение человека во время еды[3].
8. Величина основного обмена (ВОО) - минимальное количество энергии, необходимое для осуществления жизненно важных процессов, то есть затрат энергии на выполнение всех физиологических, биохимических процессов, на функционирование органов и систем организма в состоянии температурного комфорта (20 °С), полного физического и психического покоя натощак[4].
9. Энергетический баланс (организма) - равновесное состояние между поступающей с пищей энергией и её затратами на все виды физической активности, на поддержание основного обмена, роста, развития и дополнительными затратами у женщин при беременности и грудном вскармливании[4].
10. Водно-солевой баланс (организма) — соотношение между количествами поступивших в организм и выведенных из него воды и солей[3].
11. Водный баланс (организма) — соотношение между количествами поступившей в организм и выведенной из него воды[3].
12. Солевой баланс (организма) — соотношение количества поступающих в организм и выделяемых им минеральных веществ, обеспечивающее сохранение их постоянного уровня в тканях и внутренних средах организма[3].
13. Кислотно-щелочное равновесие (кислотно-щелочной баланс)(организма) — относительное постоянство водородного показателя (pH) внутренней среды организма, обусловленное совместным действием буферных и некоторых физиологических систем организма[3].
14. Пищевой  статус - физиологическое состояние организма, обусловленное его питанием. Пищевой статус определяют как соотношение массы тела с возрастом, полом, конституцией человека, биохимическими показателями обмена веществ, наличием признаков алиментарных и алиментарно-обусловленных расстройств и заболеваний[5].
15. Индекс массы тела (ИМТ) - показатель для оценки массы тела человека как в пределах нормы, недостаточной или избыточной. Рассчитывается как масса тела в кг делённая на рост в м, возведённый в квадрат[6].

ИМТ = m : l².
| ИМТ, кг/м² | Характеристика                  |
| ---------- | ------------------------------- |
| Менее 20   | Недостаточная масса тела        |
| 20-24,9    | Нормальная масса тела           |
| 25-29,9    | Избыточная масса тела           |
| 30-34,9    | Ожирение I степени (лёгкое)     |
| 35-39,9    | Ожирение II степени (умеренное) |
| 40 и более | Ожирение III степени (тяжёлое)  |

Масса тела измеряется с помощью весов, рост - с помощью ростомера. Входит ли измерение ИМТ в объём услуг  ОМС - это необходимо уточнять у страховой компании.
Для оценки физического развития детей вместо ИМТ используются центильные таблицы.
16. Основные питательные вещества.
17. Незаменимые (эссенциальные) пищевые вещества - пищевые вещества, которые не образуются в организме человека и обязательно поступают с пищей для обеспечения его жизнедеятельности. Их дефицит в питании приводит к развитию патологических состояний.
18. Полноценные белки.
19. Неполноценные белки.
20. Ненасыщенные жирные кислоты (ЖК) – это одноосновные жирные кислоты, в структуре которых присутствуют одна (мононенасыщенные ЖК) или две и более (полиненасыщенные ЖК) двойных связей между соседними атомами углерода.
Полиненасыщенные жирные кислоты (ПНЖК): Омега-3 и Омега-6 жирные кислоты.
Мононенасыщенные Омега-9 жирные кислоты.
21. Транс-изомеры жирных кислот (ТИЖК) — разновидность ненасыщенных жиров, находящихся в транс-конфигурации, т.е. имеющих расположение углеводородных заместителей по разные стороны двойной связи «углерод-углерод».
22. Биологически активное вещество — общее название органических соединений, участвующих в осуществлении каких-либо функций организма и обладающих высокой специфичностью действия; к ним относятся ферменты, гормоны, витамины и др.
23. Витамины - биологически активные вещества, необходимые для жизнедеятельности организма. Витамины делятся на две группы: водорастворимые и жирорастворимые. Водорастворимые витамины не накапливаются в организме, либо их запасов хватает на очень непродолжительное время. Жирорастворимые витамины способы накапливаться в тканях организма. Витаминоподобные вещества — группа условно незаменимых факторов питания, напоминающих по физиологическому действию витамины, но при дефиците которых не наблюдается развития патологических изменений (витаминной недостаточности).
24. Биологически активные добавки (БАД)  - природные (идентичные природным) биологически активные вещества, предназначенные для употребления одновременно с пищей или введения в состав пищевых продуктов.
25. Ксенобиотик - чужеродное для живых организмов вещество, появляющееся в результате антропогенной деятельности (пестициды, препараты бытовой химии и другие загрязнители), способное вызывать нарушение биотических процессов, в т.ч. заболевание или гибель живого организма.
26. Алиментарный (лат. alimentarius пищевой) — связанный с питанием, с пищей.
27. Алиментарная недостаточность.
28. Белковая недостаточность — патологическое состояние организма, развивающееся вследствие нехватки белка в питании.
29. Витаминная недостаточность - группа патологических состояний, обусловленных дефицитом в организме одного или нескольких витаминов... Гиповитаминоз — разновидность витаминной недостаточности, развивающаяся вследствие недостаточного поступления витамина в организм; обусловлен дефицитом витаминов в пище или нарушением всасывания витаминов в пищеварительном тракте при физиологических состояниях, требующих повышенного потребления витаминов (например, беременность), или при определённых заболеваниях. Авитаминоз — разновидность витаминной недостаточности, характеризующаяся практически полным отсутствием поступления витамина в организм; дефицит или отсутствие в организме того или иного витамина с нарушением течения обменных процессов и жизнедеятельности организма вплоть до смертельного исхода.
30. Недостаточность пищевых волокон
31. Избыточное питание
32. Гипервитаминоз
33. Дисбаланс пищевых веществ — отклонение от оптимальных соотношений биологически важных пищевых веществ в составе рациона питания или отдельных пищевых продуктов.
34. Группы пищевых продуктов
35. Физиологическая потребность в энергии и пищевых веществах - это необходимая совокупность алиментарных факторов для поддержания динамического равновесия между человеком как сформировавшимся в процессе эволюции биологическим видом и окружающей средой, направленная на обеспечение жизнедеятельности, сохранения и воспроизводства вида и поддержания адаптационного потенциала.
36. Физиологические нормы
37. Нормы физиологических потребностей в энергии и пищевых веществах - усреднённая величина необходимого поступления пищевых и биологически активных веществ, обеспечивающая оптимальную реализацию физиолого-биохимических процессов, закреплённых в генотипе человека.
38. Нормы физиологических потребностей в энергии и пищевых веществах для различных групп населения - государственный нормативный документ, определяющий величины физиологически обоснованных современной наукой о питании норм потребления незаменимых (эссенциальных) пищевых веществ и источников энергии, адекватные уровни потребления микронутриентов и биологически активных веществ с установленным физиологическим действием.
Нормы являются величинами, отражающими оптимальные потребности отдельных групп населения в пищевых веществах и энергии.
39. Рекомендуемый уровень адекватного потребления - уровень суточного потребления пищевых и биологически активных веществ, установленный на основании расчётных или экспериментально определённых величин, или оценок потребления пищевых и биологически активных веществ группой (группами) практически здоровых людей.
40. Энерготраты суточные - сумма суточных энерготрат организма, состоящая из энерготрат основного обмена, затрат энергии на физическую активность, специфическое динамическое действие пищи (пищевой термогенез), холодовой термогенез, рост и формирование тканей у детей и дополнительных затрат энергии у беременных и кормящих грудью женщин.
41. Качество пищевых продуктов - совокупность характеристик безопасных пищевых продуктов, отвечающих требованиям, установленным в соответствии с законодательством Российской Федерации, условиям договора, образцу, документам по стандартизации, технической документации, определяющим их потребительские свойства, пищевую ценность, аутентичность, сортность (калибр, категорию и иное), и удовлетворяющих физиологические потребности человека.
42. Безопасность пищевых продуктов - гарантия того, что пищевой продукт после его приготовления или употребления не причинит вреда потребителю...
43. Пищевые отравления - заболевания, возникающие в результате употребления с пищей ядовитых веществ (ядовитые растения, грибы, бактериальные яды, химические соединения). Бактериальные пищевые отравления называют пищевыми токсикоинфекциями.
44. Токсикоинфекции пищевые — группа острых кишечных инфекций, развивающихся в результате употребления пищевых продуктов, в которых произошло размножение микробов и накопление их токсинов (ядов); вызываются микробами различных видов, которые могут размножаться в пищевых продуктах.
45. Аллерген (allergenum; аллергия + греч. -genēs порождающий) — вещество антигенной или гаптенной природы, способное сенсибилизировать организм и вызывать аллергию...

## История развития гигиены питания
О влиянии питания на здоровье человека задумывались ещё во времена Древнего мира. Алкмеон Кротонский указывал на развитие нарушений в организме в результате избытка или недостатка питания. Эмпедокл считал пищу источником веществ, необходимых для поддержания жизни в целом и деятельности каждой части тела. Гиппократ посвятил вопросам питания сочинения «О пище», «О диете», «О диете при острых болезнях». Он ввёл понятие «энергетическая ценность (сила) питания», утверждал о неминуемом возникновении болезни при нарушениях питания. Аристотель ввёл понятия необходимых и вредных веществ пищи, к последним он отнёс жир, избыток которого откладывается в организме; рассматривал питание как компенсацию регулярных затрат организма. Вопросам питания также уделял внимание Клавдий Гален.
Из средневековых учёных вклад в развитие гигиены питания внёс Авиценна. Он считал функцией питания полное обеспечение организма необходимыми строительными и энергетическими материалами в соответствии с индивидуальными потребностями. Авиценна выделял отдельные требования к питанию детей, стариков, больных людей и работающих с различной физической нагрузкой; дал характеристики основным группам пищевых продуктов и описал простые методы контроля их качества и безопасности для человека.
В Новое время в связи с развитием химии, физики и экспериментальной медицины появилось больше возможностей для развития гигиены питания как науки. Лавуазье экспериментально доказал возможность превращения различных видов энергии в живом организме, предпринял первые попытки по определению тепловых затрат при усвоении пищи. Либих предложил научно обоснованную классификацию пищевых веществ, выделил из них жизненно необходимые (эссенциальные) соединения. Карл Фойт совместно с Петтенкофером показали влияние на обмен веществ в организме физической нагрузки, температуры тела и окружающей среды. Фойт впервые дал научное определение пищевых веществ, предложил обоснованные нормы питания для людей со средней тяжестью физического труда. Рубнер с помощью сконструированного им калориметра доказал справедливость закона сохранения энергии для живого организма и определил тепловой эквивалент сгорания жиров, белков и углеводов; сформулировал закон изодинамии, изучил усвояемость ряда пищевых веществ.

## Функции питания. Потребность человекавпищевых веществах и энергии
Питание абсолютно необходимо для поддержания жизни. Наукой установлены три функции питания.
Первая функция заключается в снабжении организма энергией. Рациональное питание предусматривает примерный баланс поступающей в организм энергии, расходуемой на обеспечение процессов жизнедеятельности.
Вторая функция питания заключается в снабжении организма пластическими веществами, к которым относятся белки, в меньшей степени — минеральные вещества, жиры и в еще меньшей степени — углеводы. В процессе жизнедеятельности в организме человека постоянно разрушаются одни клетки и внутриклеточные структуры и вместо них появляются другие. Строительным материалом для создания новых клеток и внутриклеточных структур являются химические вещества, входящие в состав пищевых продуктов.
Третья функция питания заключается в снабжении организма биологически активными веществами, необходимыми для регуляции процессов жизнедеятельности. Ферменты и большинство гормонов — регуляторы химических процессов, протекающих в организме, — синтезируются самим организмом. Однако некоторые коферменты (необходимая составная часть ферментов), без которых ферменты не могут проявлять свою активность, а также некоторые гормоны организм человека может синтезировать только из специальных витаминов, находящихся в пище.
Потребность в питательных веществах очень высока. Вместе с тем организм может усваивать далеко не всякую пищу. Пища по своему количеству и качеству должна соответствовать особенностям пищеварительного тракта и удовлетворять потребность растущего организма в необходимых веществах. Недостаточное, избыточное, одностороннее, не соответствующее пищеварительным возможностям питание ведет к возникновению гипотрофии, паратрофии, ожирения, малокровия, расстройств пищеварения, предрасполагает к инфекционным и другим болезням.

## Гигиена питания взрослого населения трудоспособного возраста
Выделены следующие половозрастные группы: мужчины и женщины 18-29 лет, 30-39 лет, 40-59 лет, а также лица пожилого возраста: мужчины и женщины старше 60 лет.
Величина основного обмена зависит от ряда факторов, в первую очередь от возраста, массы тела и пола.
| Мужчины (основной обмен) | Мужчины (основной обмен) | Мужчины (основной обмен) | Мужчины (основной обмен) | Мужчины (основной обмен) | Женщины (основной обмен) | Женщины (основной обмен) | Женщины (основной обмен) | Женщины (основной обмен) | Женщины (основной обмен) |
| Масса тела, кг           | 18-29 лет                | 30-39 лет                | 40-59 лет                | Старше 60 лет            | Масса тела, кг           | 18-29 лет                | 30-39 лет                | 40-59 лет                | Старше 60 лет            |
| 50                       | 1450                     | 1370                     | 1280                     | 1180                     | 40                       | 1080                     | 1050                     | 1020                     | 960                      |
| 55                       | 1520                     | 1430                     | 1350                     | 1240                     | 45                       | 1150                     | 1120                     | 1080                     | 1030                     |
| 60                       | 1590                     | 1500                     | 1410                     | 1300                     | 50                       | 1230                     | 1190                     | 1160                     | 1100                     |
| 65                       | 1670                     | 1570                     | 1480                     | 1360                     | 55                       | 1300                     | 1260                     | 1220                     | 1160                     |
| 70                       | 1750                     | 1650                     | 1550                     | 1430                     | 60                       | 1380                     | 1340                     | 1300                     | 1230                     |
| 75                       | 1830                     | 1720                     | 1620                     | 1500                     | 65                       | 1450                     | 1410                     | 1370                     | 1290                     |
| 80                       | 1920                     | 1810                     | 1700                     | 1570                     | 70                       | 1530                     | 1490                     | 1440                     | 1360                     |
| 85                       | 2010                     | 1900                     | 1780                     | 1640                     | 75                       | 1600                     | 1550                     | 1510                     | 1430                     |
| 90                       | 2110                     | 1990                     | 1870                     | 1720                     | 80                       | 1680                     | 1630                     | 1580                     | 1500                     |

Потребность в энергии и пищевых веществах зависит от физической активности, характеризуемой коэффициентом физической активности (КФА), равным отношению энерготрат на выполнение конкретной работы к величине основного обмена.
Всё взрослое население в зависимости от величины энерготрат делится на 5 групп для мужчин и 4 группы для женщин, учитывающих производственную физическую активность и иные энерготраты:
I группа (очень низкая физическая активность; мужчины и женщины) - работники преимущественно умственного труда, КФА = 1,4 (государственные служащие административных органов и учреждений, научные работники, преподаватели вузов, колледжей, учителя средних школ, студенты, специалисты-медики, психологи, диспетчеры, операторы, в т.ч. техники по обслуживанию ЭВМ и компьютерного обеспечения, программисты, работники финансово-экономической, юридической и административно-хозяйственной служб, работники конструкторских бюро и отделов, рекламно-информационных служб, архитекторы и инженеры по промышленному и гражданскому строительству, налоговые служащие, работники музеев, архивов, библиотекари, специалисты службы страхования, дилеры, брокеры, агенты по продаже и закупкам, служащие по социальному и пенсионному обеспечению, патентоведы, дизайнеры, работники бюро путешествий, справочных служб и других родственных видов деятельности);
II группа (низкая физическая активность; мужчины и женщины) - работники, занятые лёгким трудом, КФА = 1,6 (водители городского транспорта, рабочие пищевой, текстильной, швейной, радиоэлектронной промышленности, операторы конвейеров, весовщицы, упаковщицы, машинисты железнодорожного транспорта, участковые врачи, хирурги, медсёстры, продавцы, работники предприятий общественного питания, парикмахеры, работники жилищно-эксплуатационной службы, реставраторы художественных изделий, гиды, фотографы, техники и операторы радио и телевещания, таможенные инспектора, работники милиции и патрульной службы и других родственных видов деятельности);
III группа (средняя физическая активность; мужчины и женщины) - работники средней тяжести труда, КФА = 1,9 (слесари, наладчики, станочники, буровики, водители электрокаров, экскаваторов, бульдозеров и другой тяжёлой техники, работники тепличных хозяйств, растениеводы, садовники, работники рыбного хозяйства и других родственных видов деятельности);
IV группа (высокая физическая активность; мужчины и женщины) - работники тяжёлого физического труда, КФА = 2,2 (строительные рабочие, грузчики, рабочие по обслуживанию железнодорожных путей и ремонту автомобильных дорог, работники лесного, охотничьего и сельского хозяйства, деревообработчики, физкультурники, металлурги доменщики-литейщики и другие родственные виды деятельности);
V группа (очень высокая физическая активность; мужчины) - работники особо тяжёлого физического труда, КФА = 2,5 (спортсмены высокой квалификации в тренировочный период, механизаторы и работники сельского хозяйства в посевной и уборочный периоды, шахтёры и проходчики, горнорабочие, вальщики леса, бетонщики, каменщики, грузчики немеханизированного труда, оленеводы и другие родственные виды деятельности).
Расход энергии на адаптацию к холодному климату в районах Крайнего Севера увеличивается в среднем на 15%.
Суточные энерготраты определяются энерготратами на конкретные виды деятельности и величиной основного обмена, они рассчитываются как произведение BOO на соответствующий КФА.
 Пример. 
Женщина 21 года работает швеёй. Вес - 40 кг.
Определение суточных энерготрат:
ВОО = 1080 ккал/сут.
КФА = 1,6 (т.к. II группа).
Суточные энерготраты = ВОО × КФА = 1080 ккал/сут × 1,6 = 1728 ккал/сут.